# A Forma de Olhar
A Forma de Olhar é um romance do escritor português José Leon Machado, publicado pela primeira vez em 1996. Em 2005, é reeditado pela Pena Perfeita com o título de Não me Guardes no Coração. Em 2011, o autor recuperou o título inicial, introduzindo algumas alterações no texto. O romance conta a história de um jovem estudante de Filosofia que vai passar um mês num campo de férias em França, convivendo com jovens da mesma idade de várias nacionalidades: belgas, holandeses, gregos, turcos, israelitas, argelinos, noruegueses e franceses. Escrito com humor, o romance capta de uma forma original o confronto entre diferentes culturas, facilmente ultrapassável através da linguagem universal: a do amor e da amizade.